# Motorola C332
El Motorola C332 es un teléfono móvil GSM fabricado por Motorola. Fue lanzado el 2002.

## Características
El Motorola C 332 tiene un tamaño de 107 x 46 x 22 mm y pesa 84 gramos. Pantalla gráfica en escala de grises con una resolución de 98 x 64 píxeles. Para la personalización, también hay juegos de 3 números, MotoGP, Snood 21 y Astrosmash. Motorola C332 dipirantèni kodhak. El tono de llamada en esta vista es de tipo polipónico. Para la conexión a través de la escritura, puede utilizar las instalaciones de SMS. La bateríase puede extraer, con el tipo NiMH y puede durar hasta 80 horas - 250 horas en espera y dura 2 horas 30 minutos - 6 horas cuando está de guardia. Déné para la conexión, incluso si utiliza la red GSM.